# Timesaver
Timesaver, é a denominação de uma das modalidades do jogo "Shunting Puzzle", criada por John Allen (1913-1973).
Ela consiste de um layout de pista específico, um conjunto inicial de condições, um objetivo definido e regras que devem ser obedecidas durante a execução das manobras de acoplamento.

## Detalhes
O layout de Timesaver padrão consiste de um pátio de manobras simples, com cindo desvios (três para a esquerda e dois para a direita) cinco "pontões" de final de linha e uma pista de circulação no centro. A potência fornecida à pista, é suficiente apenas para mover uma locomotiva a uma velocidade baixa e constante, controlada por um único interruptor de reversão. Vários vagões de carga são distribuídos pela pista, e o objetivo é mover todos eles de forma que eles fiquem posicionados em suas respectivas posições de destino.